# Nilasera
Nilasera is een geslacht van vlinders van de familie Lycaenidae.

## Soorten
- N. adriana De Nicéville, 1884
- N. apella Swinhoe, 1886
- N. centaurus (Fabricius, 1775)
- N. opalina Moore, 1883
- N. pirama Moore, 1881
- N. pirithous Moore, 1883
- N. wimberleyi De Nicéville, 1887